# Schwangerschaftskonfliktberatung
Eine Schwangerschaftskonfliktberatung (auch: Schwangerenkonfliktberatung, SKB) ist in Deutschland eine besondere Form der Schwangerenberatung in dem Konflikt, der sich aus dem Wunsch der Schwangeren nach einem Schwangerschaftsabbruch einerseits und dem Recht auf Leben des Ungeborenen andererseits ergibt. Sie ist nach § 218a i. V. m. § 219 StGB erforderlich, damit ein Schwangerschaftsabbruch straffrei durchgeführt werden kann. Einzelne rechtliche Regelungen zur Schwangerschaftskonfliktberatung finden sich im Gesetz zur Vermeidung und Bewältigung von Schwangerschaftskonflikten. Damit eine Beratungsbescheinigung ausgestellt werden kann, muss die Beratungsstelle eine staatliche Anerkennung haben, die in der Regel vom Sozialministerium des Landes erteilt wird. Das Bundesverfassungsgericht verlangt zudem, dass die Konfliktberatung organisatorisch getrennt sein muss von den Kliniken, in denen Schwangerschaftsabbrüche vorgenommen werden, damit keine unzulässige Verquickung von Beratung und finanziellem Interesse möglich ist.

## Inhalt
Eine Schwangerschaftskonfliktberatung umfasst:
- Konfliktklärung hinsichtlich der emotionalen, seelischen, partnerschaftlichen und lebensplanerischen Aspekten von Elternschaft bzw. eines Schwangerschaftsabbruchs
- Informationen über staatliche und andere Sozialleistungen und Unterstützungen – Elterngeld, Kindergeld, Unterhalt, Wohngeld, Hilfen zur Erziehung, Frühe Hilfen, existenzielle Leistungen
- Medizinische Aufklärung hinsichtlich eines operativen oder medikamentösen Eingriffs
- Kosten und Finanzierung eines Schwangerschaftsabbruchs
- Erläuterung der Rechtsgrundlage.

Schwangerschaftsberatungs- und Schwangerschaftskonfliktberatungsstellen beraten auch umfassender zu gesetzlichen Ansprüchen in Bezug auf Mutterschutz, Elternzeit, bei Fragen zur Vereinbarkeit von Familie und Beruf und zur Lage Alleinerziehender, zur Kinderbetreuung, zur Schul-, Berufsausbildung und Studium, bei Problemen nach einem Schwangerschaftsabbruch oder einer Geburt sowie zu Verhütungsmethoden, zur Familienplanung und Sexualität. Sie kann in enger Absprache mit der Schwangeren auch weiterführende Frühe Hilfen vermitteln. Auch können sie unter Umständen finanzielle Unterstützung (z. B. aus einem Stiftungsfonds, wie etwa dem Stiftungsfonds „Hilfen für Frauen und Familien“) oder auch Mutter-Kind-Kuren, Vater-Kind-Kuren, Schwangeren- und Mütterkuren vermitteln. Gegebenenfalls leiten sie Ratsuchende an Gynäkologen, Hebammen und andere Fachdienste weiter. Auch stehen sie teils in Verbindung mit themenverwandten Projekten wie dem Präventionsprojekt „Babybedenkzeit“.

## Kirchliche Situation
Eine strenge Haltung der römisch-katholischen Kirche ist im Papstbrief von Papst Johannes Paul II. an die deutschen Bischöfe zur kirchlichen Schwangerschaftsberatung vom 11. Januar 1998 dokumentiert. Als Konsequenz dürfen die katholischen Beratungsstellen der Caritas oder der Sozialdienst katholischer Frauen keinen Beratungsschein ausstellen.
Als Reaktion darauf wurde 1999 der katholische Verein Donum vitae gegründet.